# Simulium ambigens
Simulium ambigens är en tvåvingeart som beskrevs av Definado 1969. Simulium ambigens ingår i släktet Simulium och familjen knott.
Artens utbredningsområde är Filippinerna. Inga underarter finns listade i Catalogue of Life.